# Bella Bading

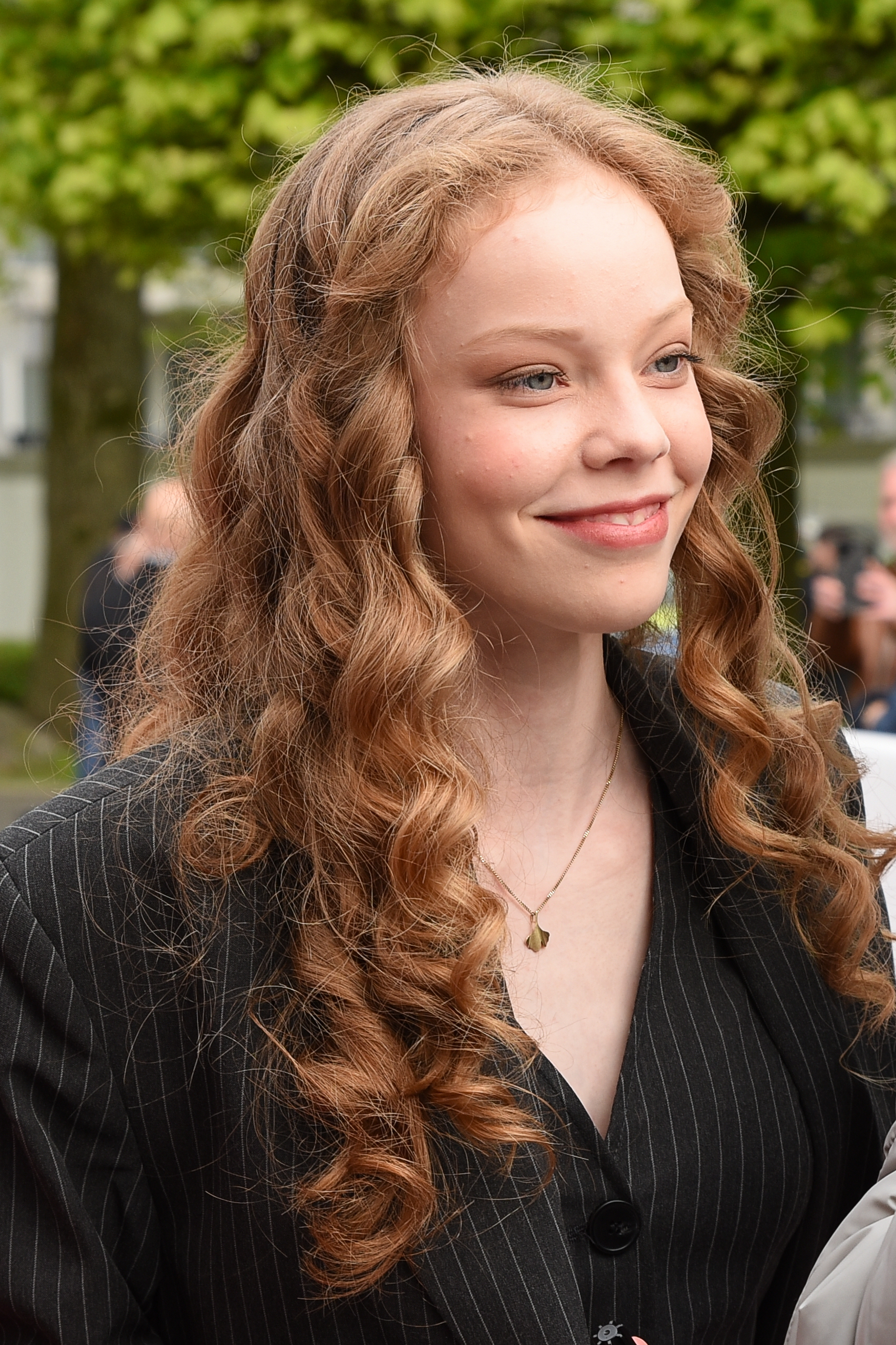
Bella Bading bei der Verleihung des Grimme-Preises 2024

Bella Bading (* 15. März 2007) ist eine deutsche Schauspielerin.

## Leben
Bading stammt aus Berlin. Ihre Eltern sind die Schauspieler Thomas Bading und Claudia Geisler-Bading. Die Schauspielerin Emma Bading ist ihre Schwester.

## Filmografie (Auswahl)
- 2013: Doc meets Dorf: Landarzt sein wollen ist nicht schwer (Regie: Franziska Meyer Price)
- 2013: Meeres Stille (Regie: Juliane Fezer)
- 2013: Der Kriminalist: Zwei Welten (Regie: Filippos Tsitos)
- 2014: SOKO Stuttgart: Häuslebauer (Regie: Didi Danquart)
- 2014: Kein Entkommen (Regie: Andreas Senn)
- 2014: … und dann kam Wanda (Regie: Holger Haase)
- 2014: Polizeiruf 110: Familiensache (Regie: Eoin Moore)
- 2016: Paula
- 2016: Böser Wolf – Ein Taunuskrimi
- 2016: Katie Fforde: Tanz auf dem Broadway (Regie: Helmut Metzger)
- 2016:  Tschick
- 2017: High Society
- 2017: Tian – Das Geheimnis der Schmuckstraße
- 2020: Lassie – Eine abenteuerliche Reise
- 2021: Tides
- seit 2021: Jenseits der Spree (Fernsehserie)
- 2021: Es ist nur eine Phase, Hase
- 2022: Weckschreck
- 2023: Die drei !!! (Fernsehserie)

## Auszeichnungen
Bading wurde bei der Grimme-Preisverleihung 2024 gemeinsam mit Lilith Johna und Purnima Grätz für ihre Ensembleleistung in der Serie Die drei !!! mit dem Grimme-Preis Spezial ausgezeichnet.